# Funaria polaris
Funaria polaris är en bladmossart som beskrevs av Niels Bryhn 1907. Funaria polaris ingår i släktet spåmossor, och familjen Funariaceae. Inga underarter finns listade i Catalogue of Life.